# 方俊 (明朝)
方俊，字彦卿。广东东莞县人。明朝官员。

## 生平
景泰四年（1453年）举人，授浙江义乌县知县，改广西藤县。
著有《虚堂集》。
其敏才博學，最善戲謔。作詩文，下筆立成。